# Ольговка (Омская область)
Ольговка — деревня в Черлакском районе Омской области России. Входит в состав Николаевского сельского поселения.

## История
Основана в 1896 году. В 1928 г. состояла из 142 хозяйств, основное население — украинцы. Центр Ольговского сельсовета Крестинского района Омского округа Сибирского края.
В соответствии с Законом Омской области от 30 июля 2004 года № 548-ОЗ «О границах и статусе муниципальных образований Омской области» деревня вошла в состав образованного муниципального образования «Николаевское сельское поселение».

## Население
| 2010 |
| ---- |
| 105  |

Гендерный состав
По данным Всероссийской переписи населения 2010 года в гендерной структуре населения из 105 человек мужчин — 55, женщин — 50 (52,4 и 47,6 % соответственно).
Национальный состав
В 1928 г. основное население — украинцы.
Согласно результатам переписи 2002 года, в национальной структуре населения русские составляли 75 % от общей численности населения в 226 чел..